# Leptochiton kaasi
Leptochiton kaasi är en blötdjursart som beskrevs av Boris I. Sirenko 1990. Leptochiton kaasi ingår i släktet Leptochiton och familjen Leptochitonidae. Inga underarter finns listade i Catalogue of Life.